# Evaristo Barrera
Evaristo Vicente Barrera (30 de diciembre de 1911, Rosario, Provincia de Santa Fe, Argentina - Novara-7 de junio de 1982) fue un futbolista argentino. Jugaba de delantero. Si bien nació en Rosario la mayor parte de su infancia la vivió en Cruz del Eje, Provincia de Córdoba, luego de que su familia se mudase a dicha ciudad donde jugó como amateur en un club de esa ciudad para luego pasar a Instituto de Córdoba.

## Trayectoria
Surgido de las divisiones inferiores de Instituto de Córdoba. Debutó en Instituto de Córdoba en 1930 y jugaría hasta 1932, año en que pasó a formar parte de Racing Club.
En Racing Club debutó el 8 de diciembre por la Copa de Honor «Dr. Beccar Varela», competición en la que sería goleador y figura en la final anotando 2 goles a Boca Juniors, conquistando así la copa nacional. En 1933 debutó en el campeonato de primera división y fue el goleador del torneo de 1934 con 34 goles. En 1936 vuelve a ser el goleador de este torneo con 32 goles. Al finalizar su trayectoria en Racing Club había metido un total de 136 goles en 142 partidos entre 1932 y 1938.
En 1938 pasó a Italia para jugar en SS Lazio de la Serie A entre 1939 y 1940 donde jugó 16 y marcó 6 goles.
También jugó en SSC Napoli entre 1940 y 1942 jugando 47 partidos y marcando 12 goles y Ascoli Calcio entre 1942 y 1943.
También jugó en Novara en 1944, Gozzano en 1945, Unione Sportiva Cremonese de 1945 a 1946, y Montara dé 1947 hasta 1948.
Jugó hasta el año 1948, año en el cual se retiró del futbol Profesional. Es el máximo goleador de Racing Club en la era Profesional
En 1956 hasta 1958 fue el DT de Novara.

## Clubes
| Club                      | País      | Año       | PJ  | Goles |
| ------------------------- | --------- | --------- | --- | ----- |
| Instituto                 | Argentina | 1930-1932 | —   | —     |
| Racing Club               | Argentina | 1932-1938 | 142 | 136   |
| SS Lazio                  | Italia    | 1939-1940 | 16  | 7     |
| SSC Napoli                | Italia    | 1940-1942 | 47  | 12    |
| Ascoli                    | Italia    | 1942-1943 | 0   | 0     |
| Novara Calcio             | Italia    | 1944      | 7   | 0     |
| AC Gozzano                | Italia    | 1945      | 0   | 0     |
| Unione Sportiva Cremonese | Italia    | 1945-1946 | 29  | 10    |
| Montara                   | Italia    | 1947-1948 | 0   | 0     |
| Racing Club               | Argentina | 1949-1953 | 14  | 0     |

## Palmarés

### Copas nacionales y Ligas Nacionales
| Título              | Club        | País      | Año  |
| ------------------- | ----------- | --------- | ---- |
| Copa Beccar Varela  | Racing Club | Argentina | 1932 |
| Copa de Competencia | Racing Club | Argentina | 1933 |
| Primera División    | Racing Club | Argentina | 1949 |
| Primera División    | Racing Club | Argentina | 1950 |
| Primera División    | Racing Club | Argentina | 1951 |

## Distinciones individuales
| Distinción                          | Año  |
| ----------------------------------- | ---- |
| Goleador Copa Beccar Varela         | 1932 |
| Goleador Primera división Argentina | 1934 |
| Goleador Primera división Argentina | 1936 |